# Cátedra

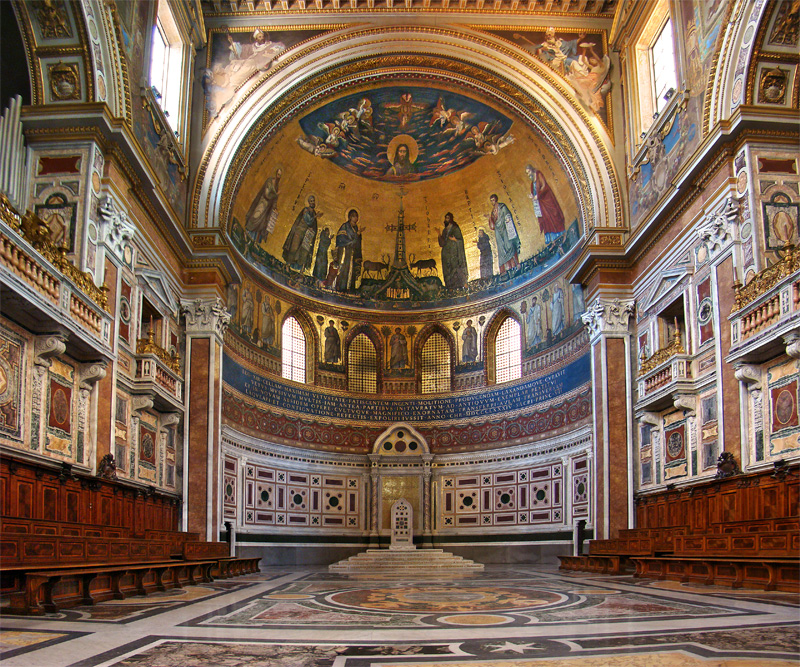
A cátedra do Bispo de Roma, o Papa, localizada na Arquibasílica de São João de Latrão.

Uma cátedra (do latim cathĕdra, por sua vez do grego καϑέδρα, "cadeira") é uma peça de mobiliário que se configura num assento de espaldar alto, poltrona ou trono, que vem dos tempos anteriores ao gótico, mas que entraram mais no uso nessa época, e que seria para as pessoas mais ilustres se sentarem, que podia ser coberto por um baldaquino e ser colocado num local estrado ou mais elevado de um recinto público onde podia ser notada à distância.

## Cristianismo

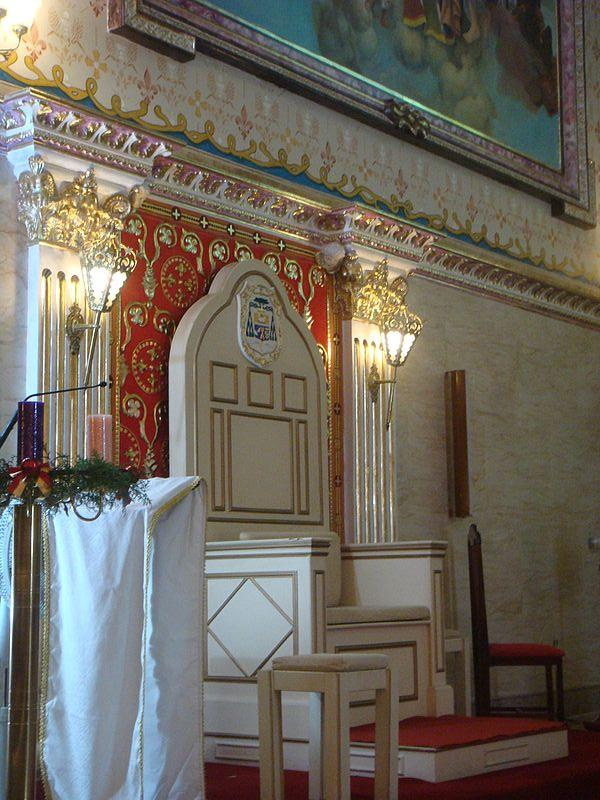
Cátedra episcopal em estilo neoclássico (Igreja principal da Administração Apostólica Pessoal São João Maria Vianney)

No Cristianismo, a cátedra é o símbolo do magistério episcopal e da alta autoridade eclesiástica. Desta acepção surge a expressão latina ex cathedra, que denota uma manifestação feita a partir da autoridade conferida pela cátedra.[carece de fontes?]
A denominação de igreja catedral a um templo católico é atribuída em razão de ali se sentar o bispo em sua cátedra.[carece de fontes?]
O termo cátedra foi aplicado também à sé de um bispo. O primeiro uso da palavra neste sentido ocorre em Tertuliano, que fala (De praescriptione, XXXVI) de "cathedrae Apostolorum" em alusão à sucessão apostólica nas sés episcopais.

## Ensino superior
Por extensão de sentido, também se denomina cátedra a posição do professor de uma instituição de ensino superior que tem caráter contratual permanente destinada ao ensino e investigação numa determinada disciplina científica numa universidade e à coordenação desse ensino e investigação. O professor universitário medieval lecionava sentado na cátedra colocada em um plano superior.